# María del Pilar Pérez

María del Pilar Pérez  (Los Llanos Kolumbia, 1991. november 27. –) kolumbiai színésznő.

## Élete és pályafutása
1991. november 27-én született Los Llanosban. Első szerepét 2011-ben kapta a Grachi című sorozatban. 2012-ben szerepet kapott a Több mint testőrben, ahol María Fernandát alakította.

## Filmográfia
| Év        | Eredeti Cím        | Cím              | Szerep                             |
| --------- | ------------------ | ---------------- | ---------------------------------- |
| 2011–2013 | Grachi             |                  | Dotty                              |
| 2012      | Corazón valiente   | Több mint testőr | María Fernanda Arroyo del Castillo |
| 2013      | Marido en alquiler |                  | Vanessa Flores                     |